# 요괴워치 2
요괴워치 2(Yo-kai Watch 2), 더 구체적으로는 요괴워치 2 원조(妖怪ウォッチ2元祖, Yo-kai Watch 2: Bony Spirits) 및 요괴워치 2 본가(妖怪ウォッチ2本家, Yo-kai Watch 2: Fleshy Souls)는 LEVEL-5에서 닌텐도 3DS용으로 개발하고 출시한 2014년 롤플레잉 비디오 게임이다. 이 게임은 2013년 요괴워치 (비디오 게임)(Yo-kai Watch)의 속편으로, 2014년 7월 일본, 2016년 말 북미와 호주, 2017년 유럽에 출시되었다. 전작과 마찬가지로 이 게임은 플레이어를 열린 세계에서 친구가 되어준다. 일본 민담에 등장하는 유령이자 유령으로 일상생활에 해를 끼치는 다양한 요괴들과 전투를 벌이는 것이다. 이야기의 시작 부분에서 주인공 네이선 "네이트" 아담스와 케이티 포레스터의 기억은 두 명의 사악한 요괴가 요괴 시계를 도난당하면서 지워지고 과거의 모험을 전혀 기억하지 못하게 된다. 그러나 그들은 곧 요괴집사 위스퍼와 요괴고양이 지바냥을 다시 만나게 되고, 추억을 되살리며 모험을 재개하게 된다.
첫 번째 게임의 인기 상승에 따라 개발된 요괴워치 2는 2014년 일본에서 가장 기대되는 출시작 중 하나가 되었다. 이 게임은 긍정적인 비평적 반응과 압도적으로 성공적인 상업적 반응을 얻으며 출시되어 최고의 게임 중 두 개가 되었다. 요괴워치 애니메이션 시리즈의 인기와 다양한 상품화 노력에 힘입어 닌텐도 3DS에서 게임 판매가 이루어졌다. 2015년 2월까지 이 게임은 310만 장을 판매했다. 게임의 세 번째 버전인 요괴워치 2 마루치(妖怪ウォッチ2真打, Yo-kai Watch 2: Psychic Specters)는 2014년 12월 일본에서 출시되었으며, 여기에는 게임의 원래 버전에 없는 콘텐츠가 추가되었다. 2015년 6월까지 세 번째 버전은 260만 장 이상 판매되었다. 이 게임은 2017년 9월 29일 "Psychic Specters"라는 제목으로 영어 지역에 출시되었다.

## 평가
| 평가 |                                                                       |
| --- | --------------------------------------------------------------------- |
| 통합 점수 통합사 점수 메타크리틱 ( Bony Spirits ) 72/100 [ 1 ] ( Fleshy Souls ) 70/100 [ 2 ] ( Psychic Specters ) 73/100 [ 3 ] 평론 점수 평론사 점수 패미츠 36/40 [ 4 ] ( Psychic Specters ) 36/40 [ 5 ] 게임스팟 5/10 IGN 5.5/10 닌텐도 라이프 8.6/10 ( Psychic Specters ) 9/10 |                                                                       |
| 통합 점수 |                                                                       |
| 통합사 | 점수                                                                  |
| 메타크리틱 | (Bony Spirits) 72/100 (Fleshy Souls) 70/100 (Psychic Specters) 73/100 |
| 평론 점수 |                                                                       |
| 평론사 | 점수                                                                  |
| 패미츠 | 36/40 (Psychic Specters) 36/40                                        |
| 게임스팟 | 5/10                                                                  |
| IGN | 5.5/10                                                                |
| 닌텐도 라이프 | 8.6/10 (Psychic Specters) 9/10                                        |